# 평형력

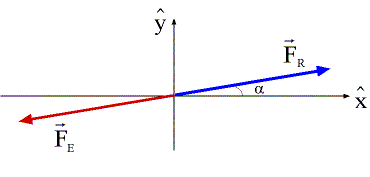
평형력

평형력(平衡力, equilibrant force)은 물체를 정적 평형 상태로 옮기는 힘이다.
하나의 물체에 여러 가지 힘이 동시에 작용하고, 물체가 정지하거나 또는 등속도 운동을 하고 있을 때, 이러한 힘들은 균형되어 있다고 한다. 하나의 물체에 작용하는 힘이 동일선상에 있으며, 크기가 같고, 방향이 반대일 때, 이 두 힘은 균형을 이룬다. 이 경우 두 힘이 동일한 점에 작용하지 않아도 된다. 어느 쪽으로도 움직이지 않아 승부가 나지 않을 때의 줄다리기나 막대 밀기가 이 예이다.